# 정성갑
정성갑(鄭聖甲, 1940년 10월 12일 ~ 현재)은 대한민국의 배우이다.

## 출연작

### 영화
- 1995년 《무궁화 꽃이 피었습니다》... 대통령 역
- 1996년 《박봉곤 가출 사건》... 강력계 형사 역
- 1996년 《드래곤 투카》... 촌로 2 역
- 1997년 《쁘아종》... 화학자 역
- 1997년 《산부인과》
- 1997년 《넘버 3》... 찬수 역
- 1998년 《짱》... 기찬 부 역
- 1999년 《인정사정 볼 것 없다》
- 1999년 《만날 때까지》... 노인들 역
- 2001년 《그녀에게 잠들다》... 쌍둥이 어부 2 역
- 2001년 《휴머니스트》... 그림가게 주인 역
- 2002년 《밀애》... 교장 선생님 역
- 2002년 《피아노 치는 대통령》... 통일부 장관 역
- 2002년 《샤워》... 홍규 부 역
- 2003년 《튜브》... 박희준 역
- 2004년 《미소》... 먼 친척 역
- 2004년 《어린 신부》... 교장 선생님 역

### TV 드라마
- 1994년 KBS1 《긴급구조 119》
- 1995년 MBC 《제4공화국》
- 1995년 MBC 《여》
- 1996년 SBS 《추적 사건과 사람들》
- 1996년 MBC 《환상여행》
- 1996년 MBC 《의가형제》
- 1997년 SBS 《토요 미스터리》
- 1997년 SBS 《천일야화》

## CF
- 베비라
- 삼성데이콤시스템
- 현대전자
- 중앙일보
- 신동아건설
- 진로소주
- 펨페스
- 산업안전협회

## 경력
- 1997년 우수새마을 지도자
- 1995년 명예환경 감사원
- 1995년 도덕정치국민운동 교양위원회 2년간 역임 후 자문위원부원장
- 1999년 환경사랑회
- 경동고등학교 동창회 사무국장